# Saltuarius cornutus
Saltuarius cornutus es una especie de geco de la familia Carphodactylidae. Se distribuye por las selvas tropicales del nordeste de Australia entre los 100 y los 1300 m de altitud.
Mide entre 15 y 21 cm. Su camuflaje es sorprendente, haciéndole pasar inadvertido a la mayoría de los depredadores. Tiene un cuerpo moteado de gris y achatado. Su cola tiene la forma de una hoja y puede deshacerse de ella si resulta atacado. Vive en los troncos de los árboles y en el follaje de selvas tropicales. Se alimentan principalmente de noche, especialmente de insectos. Durante el día se camufla en los árboles. Su forma aplastada hace que proyecte poca sombra, y las púas de la piel desfiguran su perfil.[cita requerida]